# Alloplasta
Alloplasta is een geslacht van insecten uit de orde vliesvleugeligen (Hymenoptera) en de familie Ichneumonidae.

## Soorten
- A. brunnipes (Gravenhorst, 1829)
- A. burmensis Chandra & Gupta, 1977
- A. coahuila Khalaim & Ruiz-Cancino, 2008
- A. depressa Chandra & Gupta, 1977
- A. kondara Kasparyan, 2007
- A. kuslitzkii Kasparyan, 2007
- A. longipetiolaris (Uchida, 1952)
- A. multicolor Townes, 1978
- A. nigripes (Meyer, 1930)
- A. nigrofrons (Davis, 1897)
- A. oblongata Chandra & Gupta, 1977
- A. piceator (Thunberg, 1822)
- A. pilosa (Cameron, 1903)
- A. plantaria (Gravenhorst, 1829)
- A. simplex (Tosquinet, 1889)
- A. subgrisea Kasparyan, 2007
- A. superba (Provancher, 1874)
- A. tomentosa (Gravenhorst, 1829)
- A. verae Kasparyan, 2007
- A. vernalis Kasparyan, 2007